# التميميشات
التميميشات بلدة موريتانية وإحدى بلديات ولاية داخلة نواذيبو.